# 福山区
福山区是中華人民共和國山東省烟台市的市辖区，位于胶东半岛东北部、黄海之滨，东为芝罘区、莱山区，东南为牟平区，西南为栖霞市，西北为蓬莱市，北为烟台经济技术开发区。总面积483平方公里。區人民政府駐縣府街185號。
福山区原为福山縣，历史上多次作为牟平县的组成部分，今天的烟台市区也曾经是福山县的组成部分。福山区由于紧邻烟台市区，随着烟台市的发展，行政区域不断缩小，由县改区后，于2002年将古现和八角两个乡镇划归烟台经济技术开发区。烟台经济技术开发区仅作为经济开发区，其行政权仍归福山，但因其名气较大，日常生活中常常与福山并称。
历史上的福山县素以出产樱桃和苹果闻名。另外福山县由于近代厨师辈出，尤其擅长烹制海味，为鲁菜的形成发展作出重大贡献，而被公认为鲁菜的两大发源地之一。另，該區亦有名人鹿澤長故居等人文遺跡。
甲骨文的发现者王懿荣是福山人，王懿荣清末曾任国子监祭酒，八国联军攻陷北京时率全家投井自杀。
2008年，福山区门楼镇村民近40人因选举不公围堵镇政府。

## 行政区划
福山区下辖8个街道办事处、4个镇：
清洋街道、福新街道、古现街道、大季家街道、八角街道、东厅街道、门楼街道、福莱山街道、高疃镇、张格庄镇、回里镇和臧家庄镇。

## 交通
- 204国道过境。

## 人口
2010年时，福山区共有人口600468人。共有家庭184290户，平均每户2人。14岁以下的少年儿童共59699人，占总人口9.942%；15-64岁人口共494116人，占总人口82.28%；65岁及以上的老年人共46653人，占总人口的7.769%。男性共计311704人，占总人口51.91%；女性共计288764，占总人口48.08%。本地居住的人口中，拥有本地户籍的人口为344026人，占57.29%。
根據第七次全国人口普查显示：全縣常住人口为452553人。